# Комарово (Чернушинский район)
Комарово — деревня в Чернушинском районе Пермского края. Входит в состав Бедряжинского сельского поселения.
Находится примерно в 20 км к северо-западу от центра города Чернушки.

## Население
В 2005 году численность населения составляла 43 человека.
По результатам переписи 2010 года численность населения составила 37 человек, в том числе 16 мужчин и 21 женщин.